# Club Nacional de Football (féminines)
Ne doit pas être confondu avec Club Nacional de Football.
Maillots
Le Club Nacional de Football est un club uruguayen de football féminin basé à Montevideo.

## Historique
La section féminine du Club Nacional de Football (fondé en 1899) est créée le 16 octobre 1970. L'équipe participe alors à des championnats amateurs en Uruguay.
Le Nacional gagne la première édition du championnat uruguayen féminin en 1997, puis terminera vice-champion les deux prochaines éditions avant de remporter son deuxième titre en 2000. Elles retrouveront la deuxième place les deux années suivantes, toujours derrière Rampla Juniors.
En 2010 et 2011, le club sera de nouveau sacré champion, puis vient une période où il se positionne derrière le Colon FC (de 2013 à 2016). Le 13 avril 2013, le club joue son premier classique contre le Peñarol, les Bolsilludas gagnent 7 à 0. Le 12 mai 2013, le Nacional bat le Huracán Buceo 28-0, battant le record d'Uruguay de la plus large victoire.
En 2020, le Nacional remporte son cinquième titre devant son rival historique, le Peñarol. Le 9 juillet 2021, le club devient le premier d'Uruguay à disposer d'un effectif entièrement professionnel.
En quatre participations à la Copa Libertadores (2011, 2012, 2013, 2016), le club ne remporte qu'une seule victoire, pour un nul et 10 défaites.

## Palmarès
- Championnat d'Uruguay : 7
  - Champion : 1997, 2000, 2010, 2011, 2020, 2024
  - Vice-champion : 1998, 1999, 2001, 2002, 2013, 2014, 2015, 2016, 2019